# (31974) 2000 HG12
2000 HG12 (asteroide 31974) é um asteroide da cintura principal. Possui uma excentricidade de 0.07727660 e uma inclinação de 2.79665º.
Este asteroide foi descoberto no dia 28 de abril de 2000 por LINEAR em Socorro.